# مالکوم استوارت
مالکوم استوارت (انگلیسی: Malcolm Stewart؛ زادهٔ ۱۵ مهٔ ۱۹۴۸) هنرپیشه اهل کانادا است. وی از سال ۱۹۸۴ میلادی تاکنون مشغول فعالیت بوده‌است.
از فیلم‌ها یا برنامه‌های تلویزیونی که وی در آن نقش داشته‌است می‌توان به جومانجی، هشت درجه زیر صفر، پیچ‌خورده و کلبه کریسمس اشاره کرد.